# Ytterøyningen
Die Ytterøyningen ist eine Doppelendfähre der norwegischen Reederei Norled.

## Geschichte
Das im Juni 2005 bestellte Schiff wurde unter der Baunummer 53 auf der Fiskerstrand Verft in Fiskarstrand für die Reederei Nor Ferjer gebaut. Der Rumpf des Schiffes wurde von der Werft Western Baltija Shipbuilding in Klaipėda zugeliefert. Er wurde zwischen Dezember 2005 und Juni 2006 gebaut. Die Ablieferung des Schiffes erfolgte am 24. November 2006.
Die Fähre ist die einzige des vom norwegischen Schiffsarchitekturbüro Multi Maritime in Førde entworfenen Typs MM49FE.
Die Fähre wurde zunächst von Tide Sjø auf dem Trondheimfjord zwischen Levanger und Hokstad auf der Insel Ytterøya eingesetzt. Seit Anfang 2012 wird die Fähre von der Reederei Norled betrieben, die aus der Reederei Nor Ferjer hervorgegangen war. Im Jahr 2018 wurde die Fähre auf die Strecke über Bjoa- und Hardangerfjord zwischen Utbjoa, Sydnes, Fjelberg und Skjersholmane verlegt. Seit Juli 2020 verkehrt sie von Utbjoa nur noch über den Bjoafjord zu den Inseln Halsnøya, Fjelbergoya und Borgundoya.

### Zwischenfall
Am 10. Oktober 2019 brach im Batterieraum des Schiffes ein Feuer aus. Das Feuer wurde von der bordeigenen Sprinkleranlage gelöscht. Am 11. Oktober 2019 kam es im Batterieraum zu einer Explosion.
Das Feuer wurde durch eine defekte Dichtung im Kühlsystem der wassergekühlten Akkumulatoren ausgelöst. Die drohende Überhitzung der Akkumulatoren wurde vom Überwachungssystem nicht angezeigt, da die betroffenen Akkumulatoren zu der Zeit nicht an das Bordnetz angeschlossen waren. Die Löschung des Feuers führte zu Kurzschlüssen, die am nächsten Tag zur Explosion führten.

## Technische Daten und Ausstattung
Das Schiff wurde zunächst von vier Scania-Dieselmotoren des Typs DI16 43M mit jeweils 441 kW Leistung angetrieben. Die Motoren wirkten auf zwei Schottel-Propellergondeln mit Twin-Propellern. Für die Stromerzeugung stehen zwei von John-Deere-Dieselmotoren des Typs 6068 mit jeweils 583 kW Leistung angetriebene Generatoren zur Verfügung.
2019 wurde der Antrieb des Schiffes auf einen Hybridantrieb umgestellt. Für den Antrieb der Propellergondeln wurden zusätzlich Elektromotoren eingebaut. Für deren Versorgung und die Versorgung des Bordnetzes wurden Lithium-Ionen-Akkumulatoren mit einer Kapazität von 1989 kWh installiert.
Die Fähre verfügt über ein durchlaufendes Fahrzeugdeck. Dieses ist 48,60 Meter lang. Das Fahrzeugdeck ist nach oben offen. Auf einer Seite befinden sich Decksaufbauten unter anderem mit dem Aufenthaltsraum für die Passagiere. Auf die Decksaufbauten ist das Steuerhaus aufgesetzt. Es reicht teilweise über das Fahrzeugdeck. Die nutzbare Durchfahrtshöhe auf dem Fahrzeugdeck beträgt 5 m, die maximale Achslast 15 t. Die Fähre kann 38 Pkw befördern. Die Passagierkapazität beträgt 160 Personen.